# 豊永利行・内山昂輝の週刊サウンドウィング 〜音羽編集部〜
豊永利行・内山昂輝の週刊サウンドウィング〜音羽編集部〜は、文化放送で放送されていたラジオ番組。全102回。

## 概要
架空の編集部（ラジオスタジオ）から編集部員の豊永利行、内山昂輝の雑談を中心に送るラジオ番組。講談社のおすすめ作品の紹介も行う。番組のテーマは「ゆるふわ」

## エピソード
- 梶裕貴がゲストに来た際高尾山に登りたいと発言した為、第30、31回放送で登山が実現。なお当の梶は不参加。
- 2012年9月29日放送分「音羽マーケティング」の企画「コミックイントロクイズ」にて、文化放送鈴木純子アナウンサーが音声で初登場。その後コーナー内で何度も台詞の朗読をしてもらうなど、準レギュラー化。しかしパーソナリティの2人は鈴木アナの顔を見たことがないだけでなく、検索することも禁止されている。
- 2014年3月29日放送分を以って番組が終了することを発表[1]。

## コーナー
「音羽マーケティング」
パーソナリティーの二人が様々な企画を元に送るコーナー。

「音羽レコメンド」
主にスポンサーである講談社の作品を紹介。稀にパーソナリティー二人のおすすめを紹介する事も。

## ゲスト
- 第17回 : 小野友樹
- 第23回 : 梶裕貴
- 第88回 : 木村良平

## 番組本
- 読切☆週刊サウンドウィング（コミックマーケット83にて発売）
- 読切☆週刊サウンドウィング02 2013 AUTUMN（2013年10月17日発売）

## 公開録音・イベント等
- 2012年11月17日（土）豊永利行・内山昂輝の週刊サウンドウィング音羽編集部 出張編集会議 in AGF
- 2013年3月17日（日）音編番組本ヒット御礼イベント（2013年3月30日放送分にて一部紹介）